# シティランナー (グラーツ市電)
この項目では、ボンバルディア・トランスポーテーション（現：アルストム）が開発した路面電車車両ブランドのシティランナー（現：フレキシティ・アウトルック）のうち、オーストリアのグラーツ市電へ導入された車両について解説する。「シティランナー」初の車両およびグラーツ市電初の本格的な超低床電車で、650番台の車両番号が与えられている。

## 概要
1960年代に製造され老朽化が進行した旧型車両の置き換えやグラーツ市電全体のバリアフリー向上を目的に発注が行われた、グラーツ市電で初となる完全新造の超低床電車。右側通行に適した片運転台式の5車体連接車で、中間車体の一部は台車がないフローティング車体となっている。台車はグラーツに工場を有するシーメンスSGPが製造した車軸が存在しない独立車輪式台車が採用され、前後車体の台車にはキーペのウィーン工場で生産された主電動機が車輪の外側に1基ずつ搭載されている（ハブモーター方式）。車体の幅は2,200 mmとなっている他、通過可能な曲線の最小半径も17 mに設定されており、グラーツ市電の線形条件に対応した構造になっている。車内はクロスシートが設置され、前後車体の乗降扉付近には車椅子用のリフトが搭載されている。

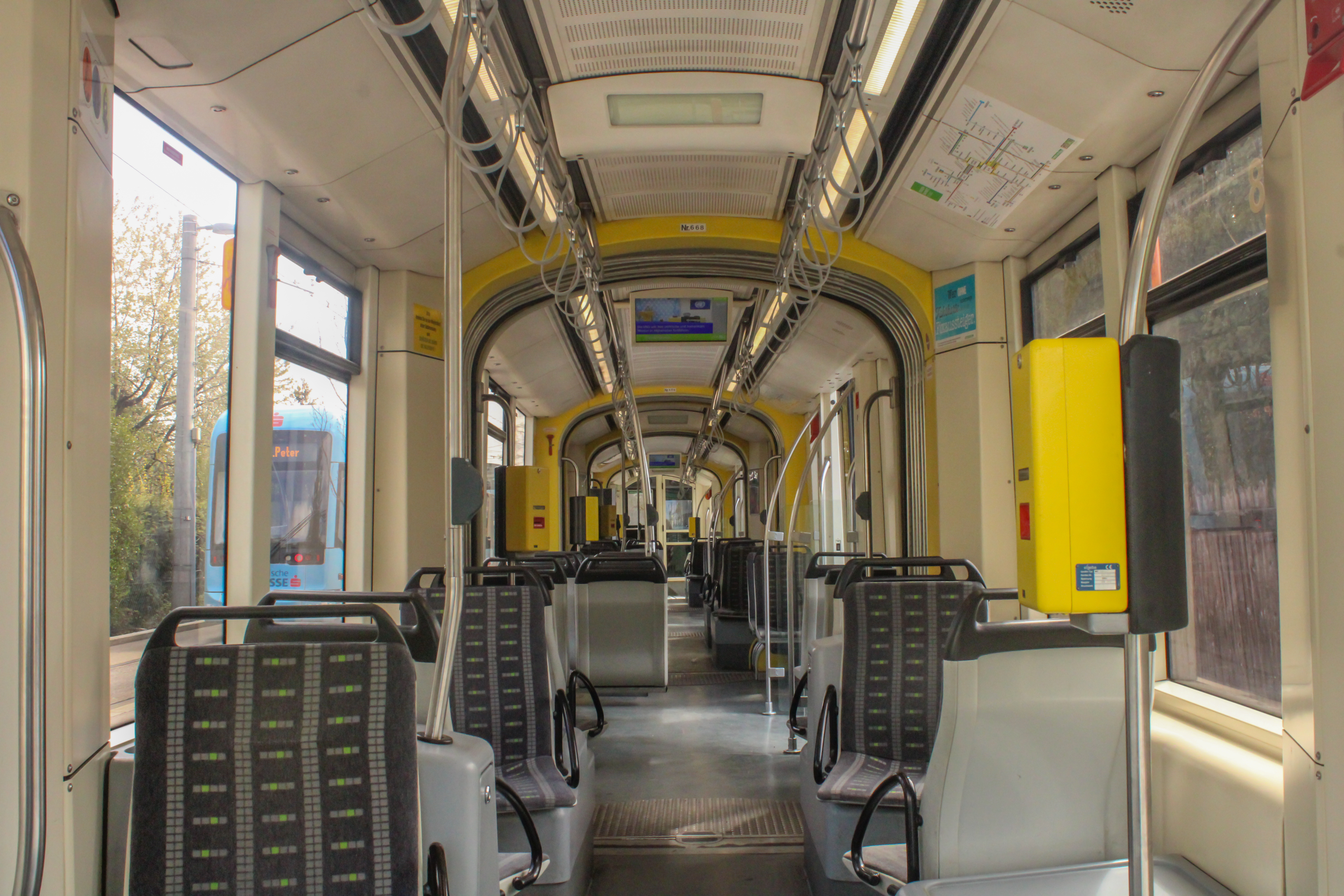
車内
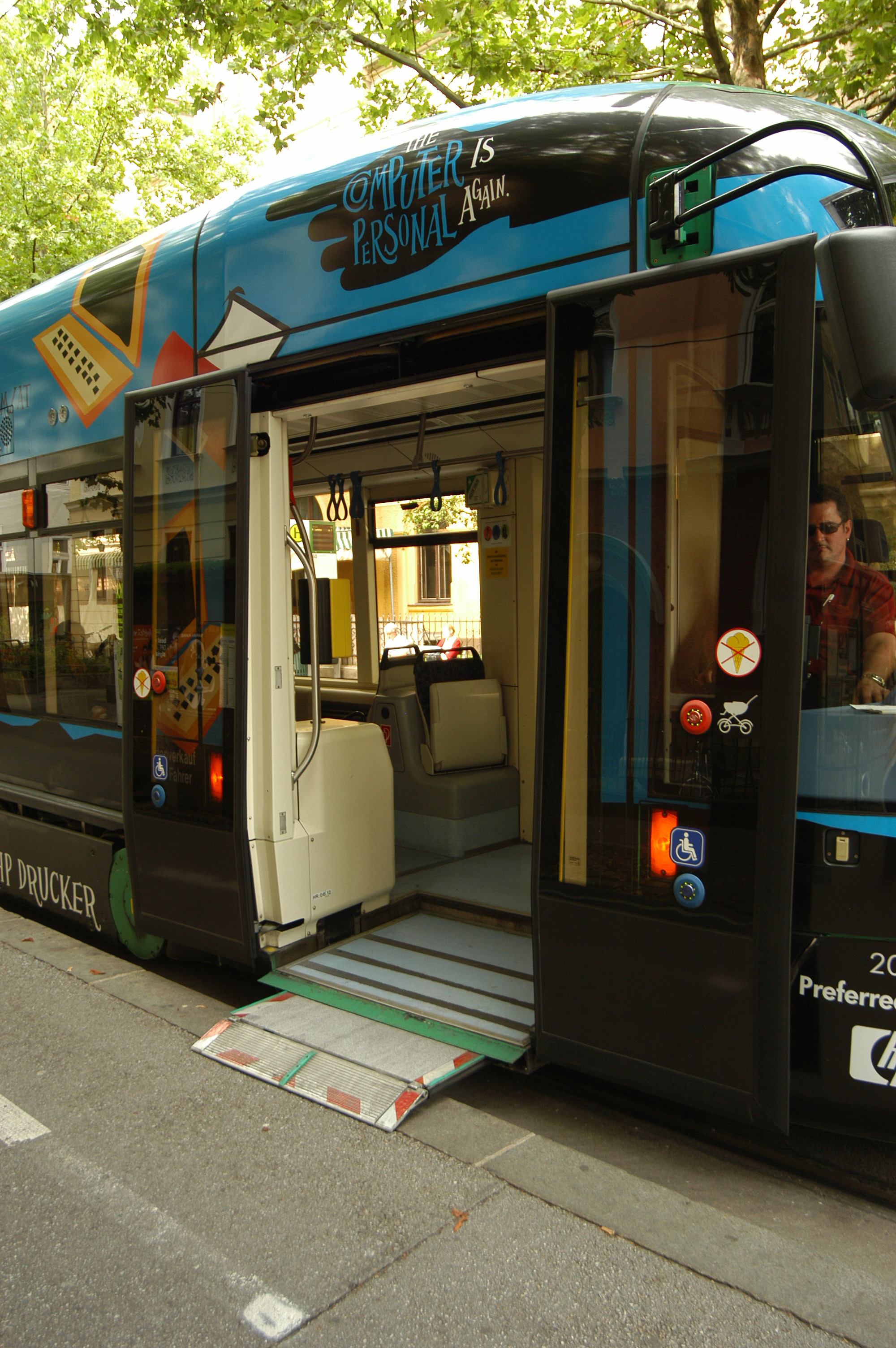
スロープを展開した乗降扉
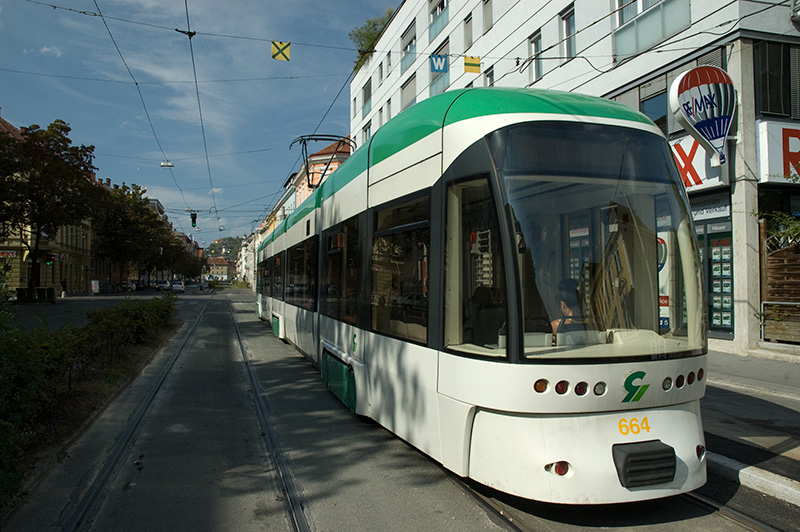
後方車体には運転台が存在しない

1998年に12両が発注された後、2000年にも追加発注が行われたため、合計18両（651 - 668）が導入される事となった。当初は同年に営業運転を開始する予定であったが、グラーツ市電の施設のバリアフリー対応工事の遅れを始めとした事情により遅れが生じ、実際に営業運転に投入されたのは2001年3月となった。2023年現在も全車がグラーツ市電の各系統で使用されているが、2020年代中盤以降に導入される予定の超低床電車による置き換えが検討されている。

## ギャラリー

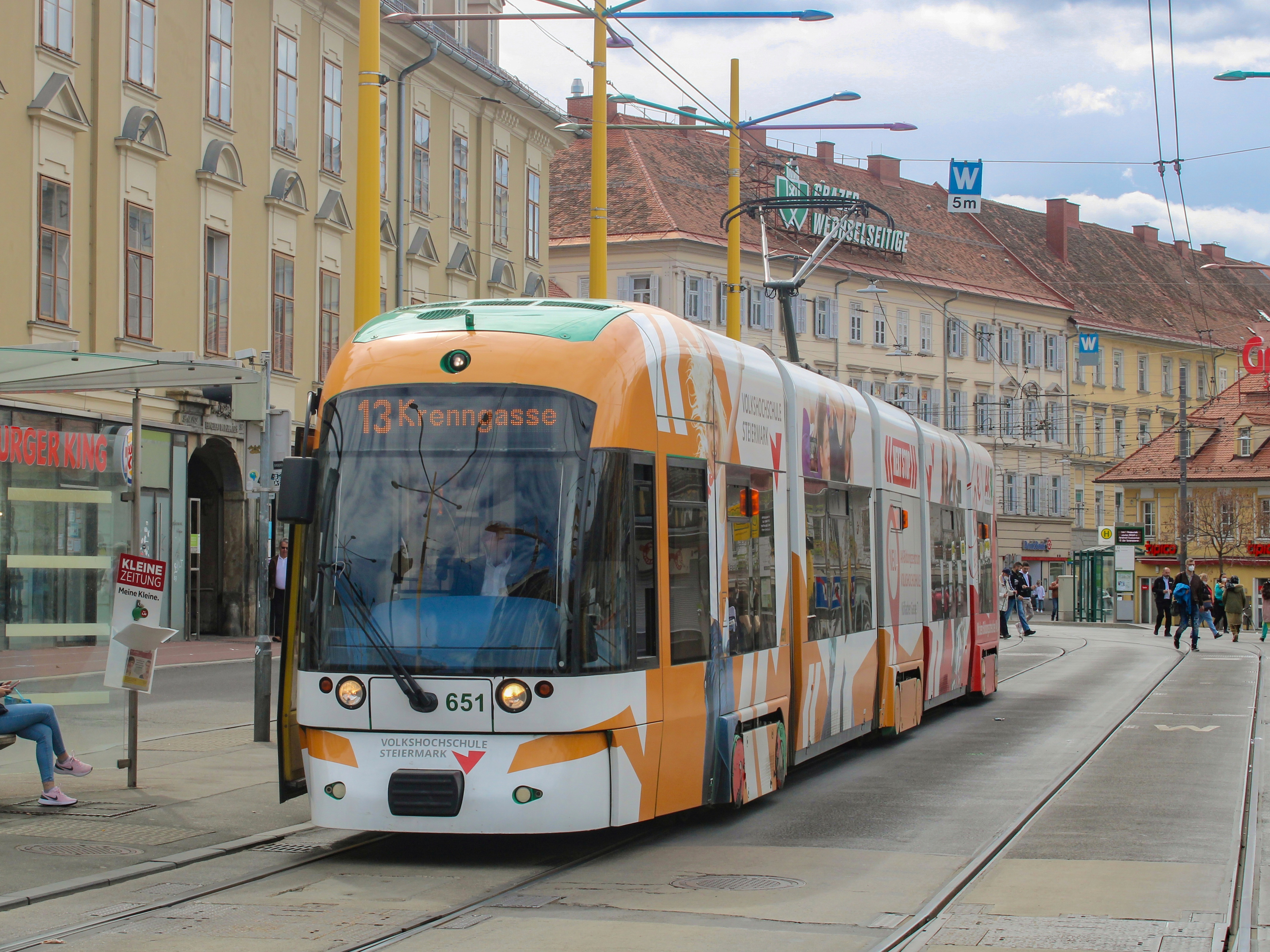
651（2021年撮影）
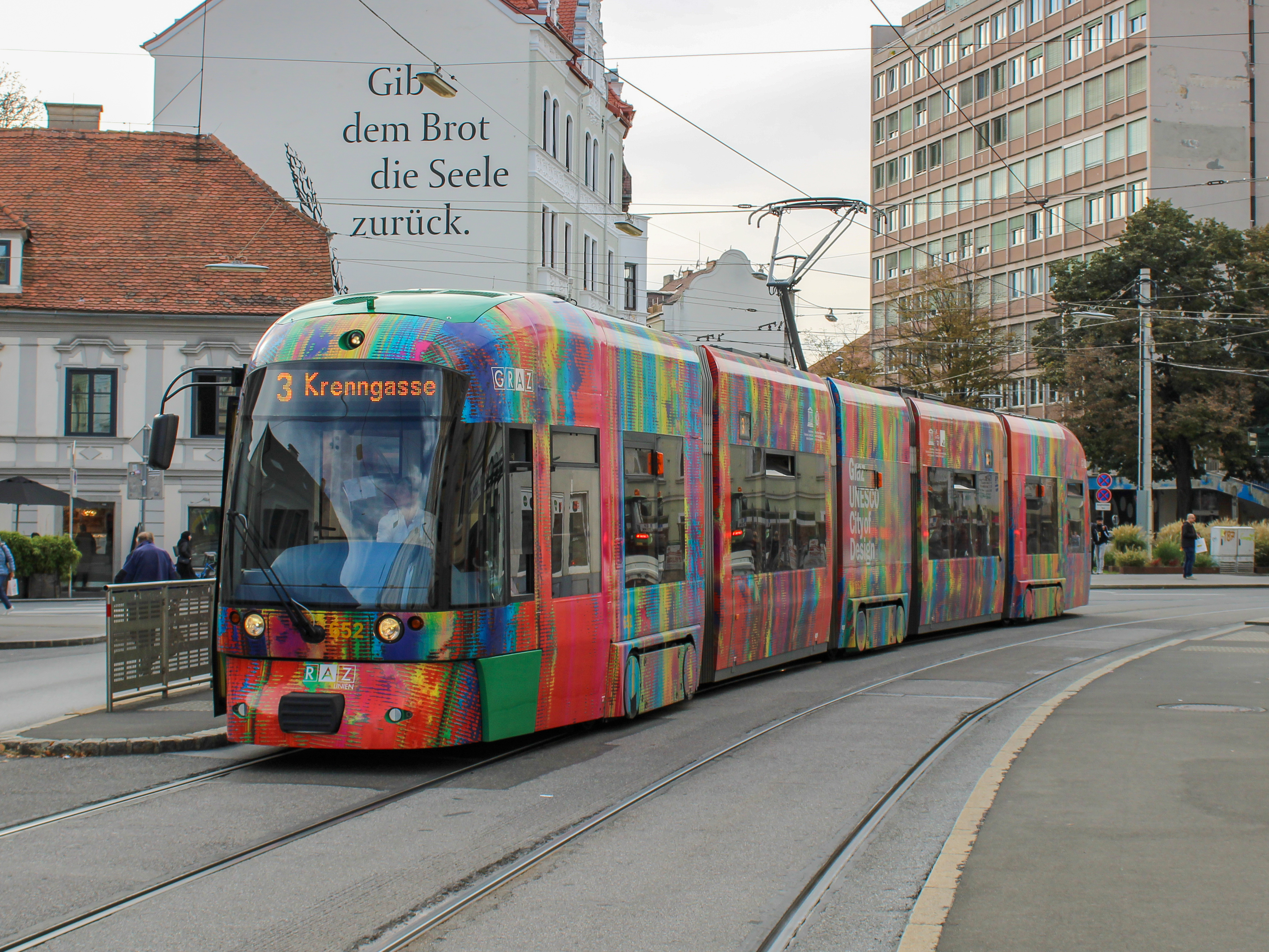
652（2020年撮影）
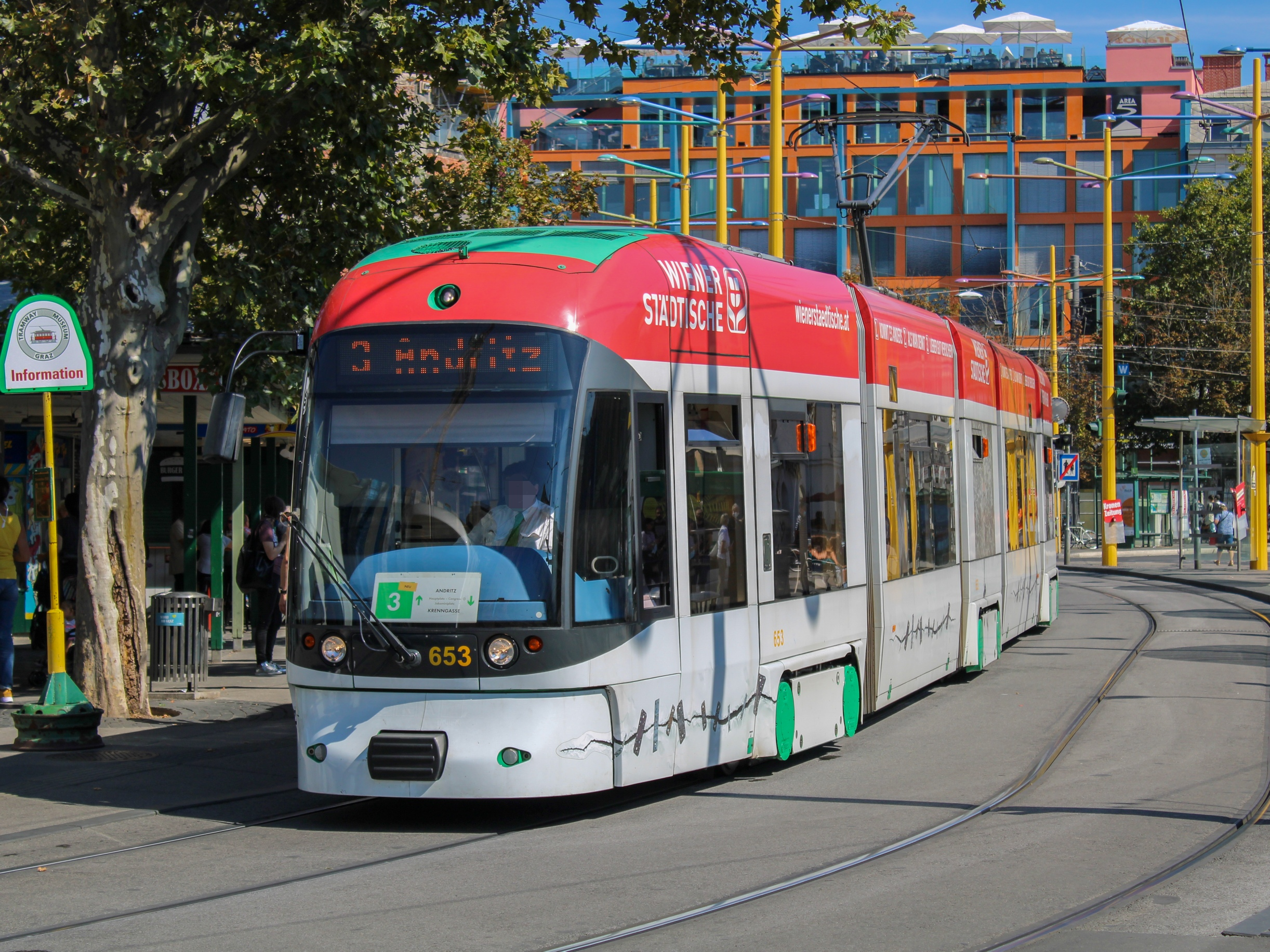
653（2020年撮影）
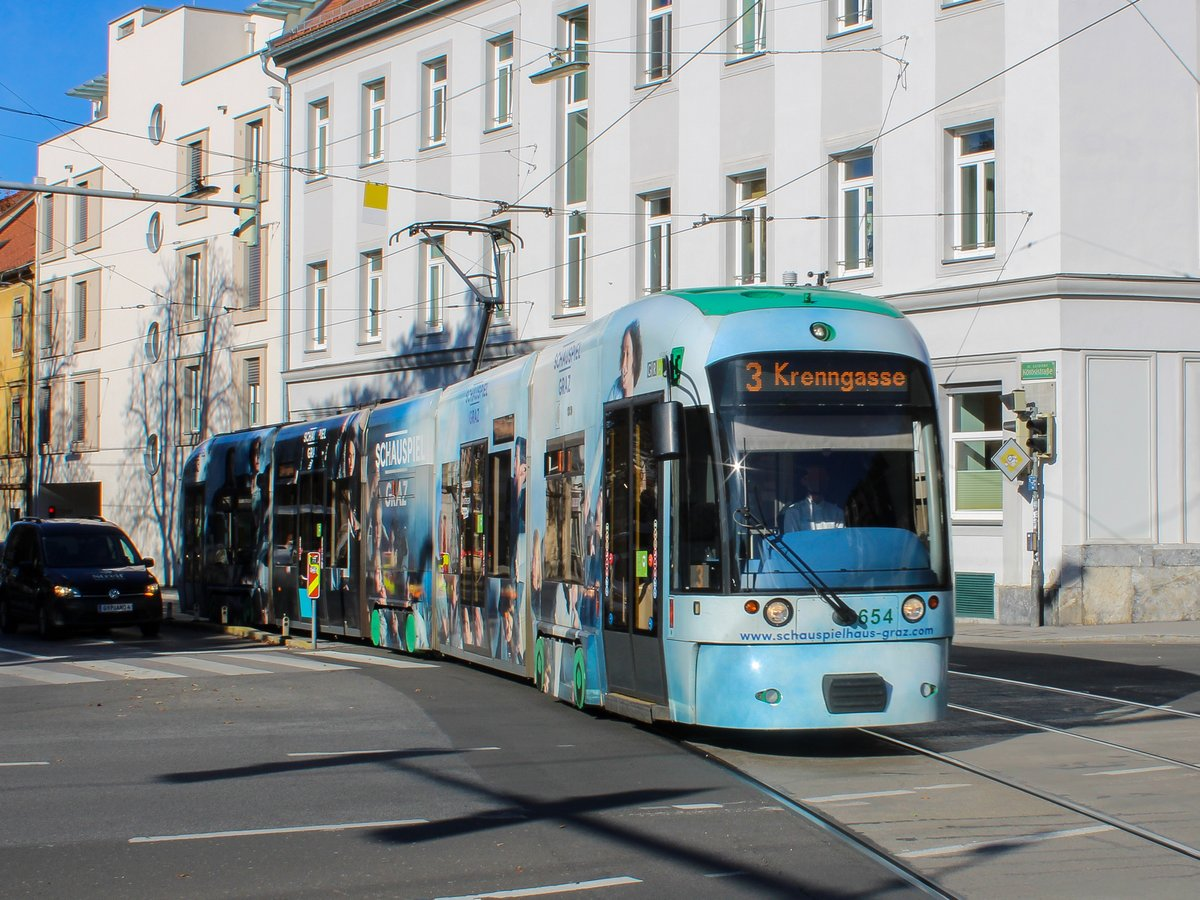
654（2020年撮影）
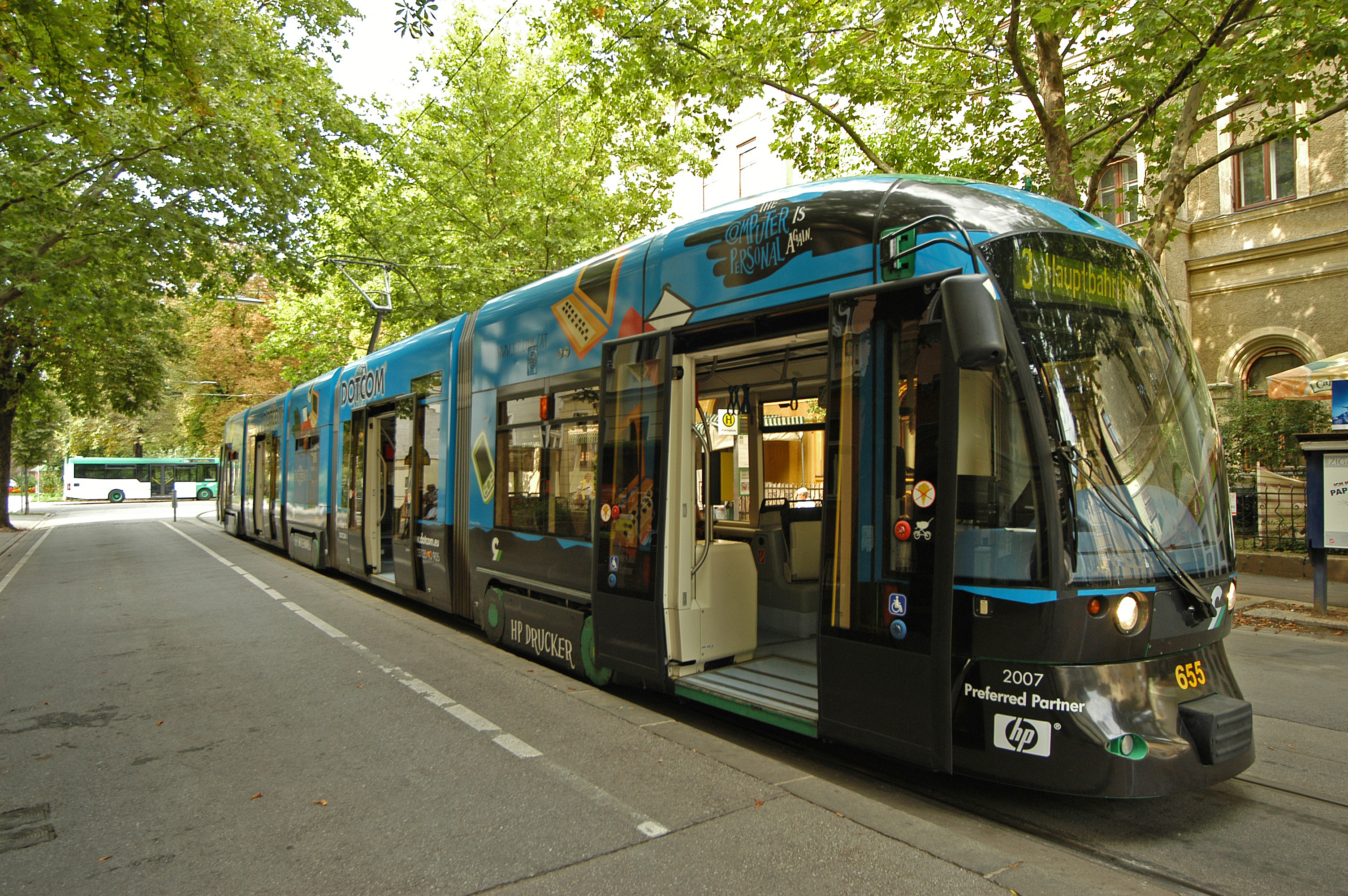
655（2007年撮影）
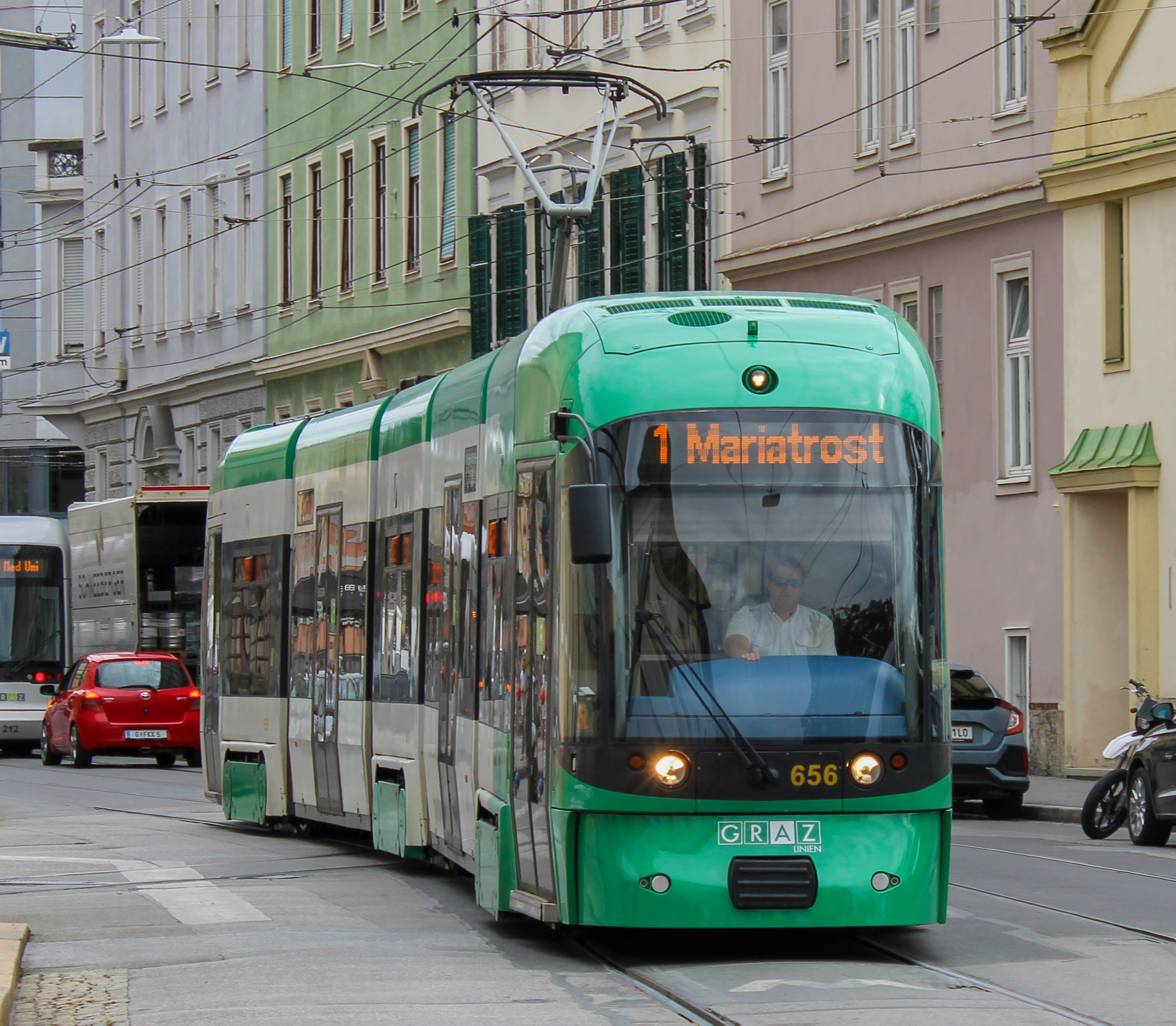
656（2020年撮影）
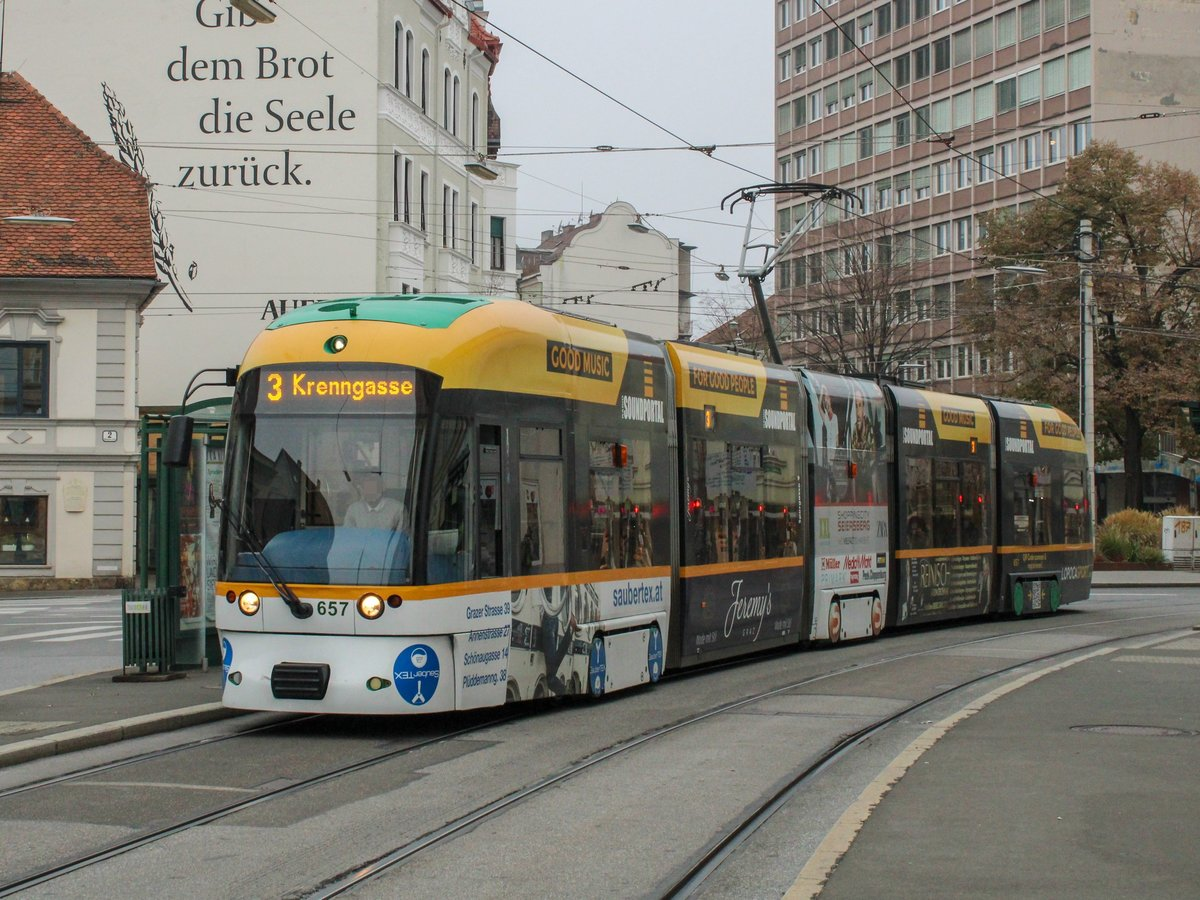
657（2020年撮影）
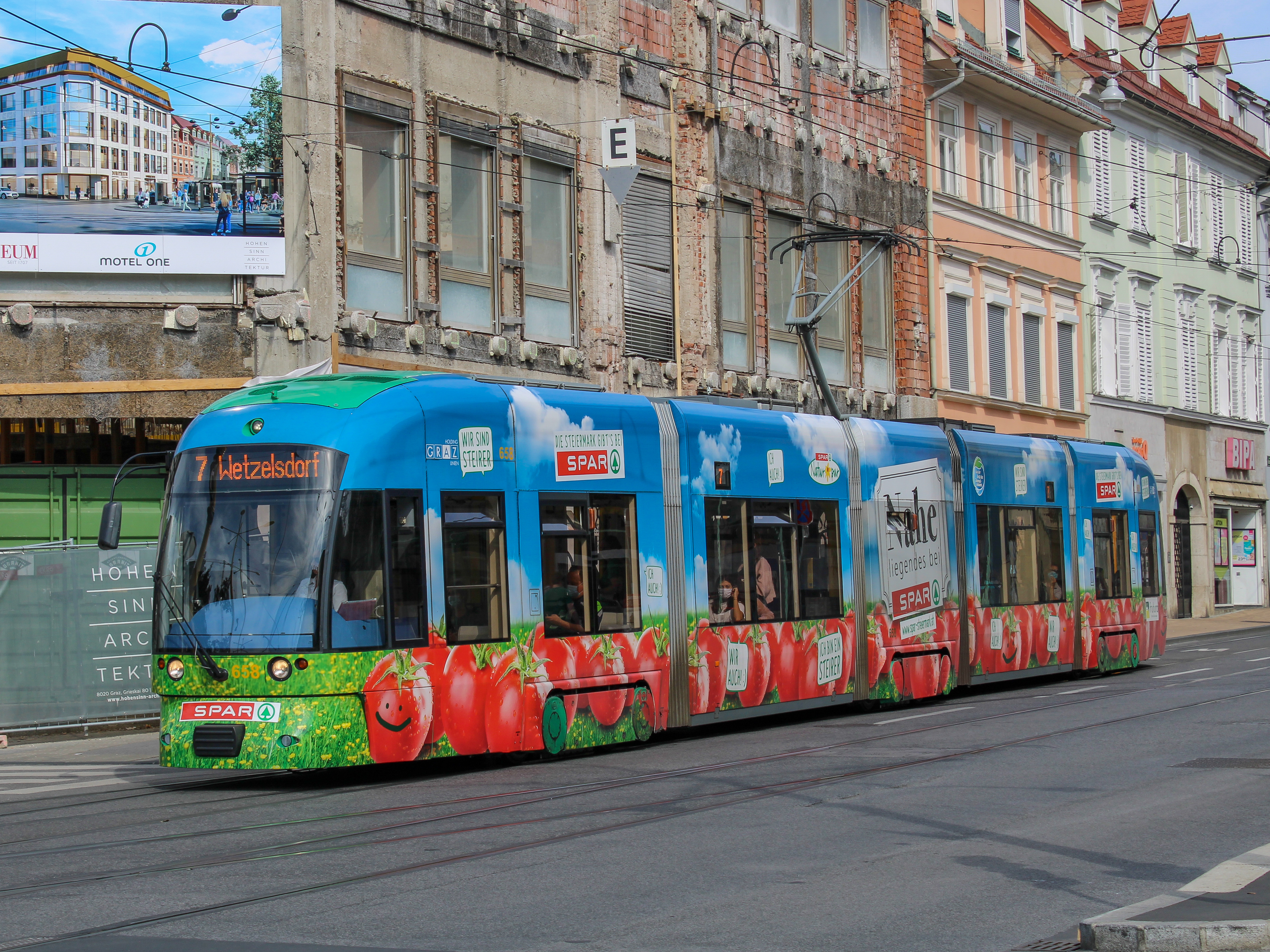
658（2020年撮影）
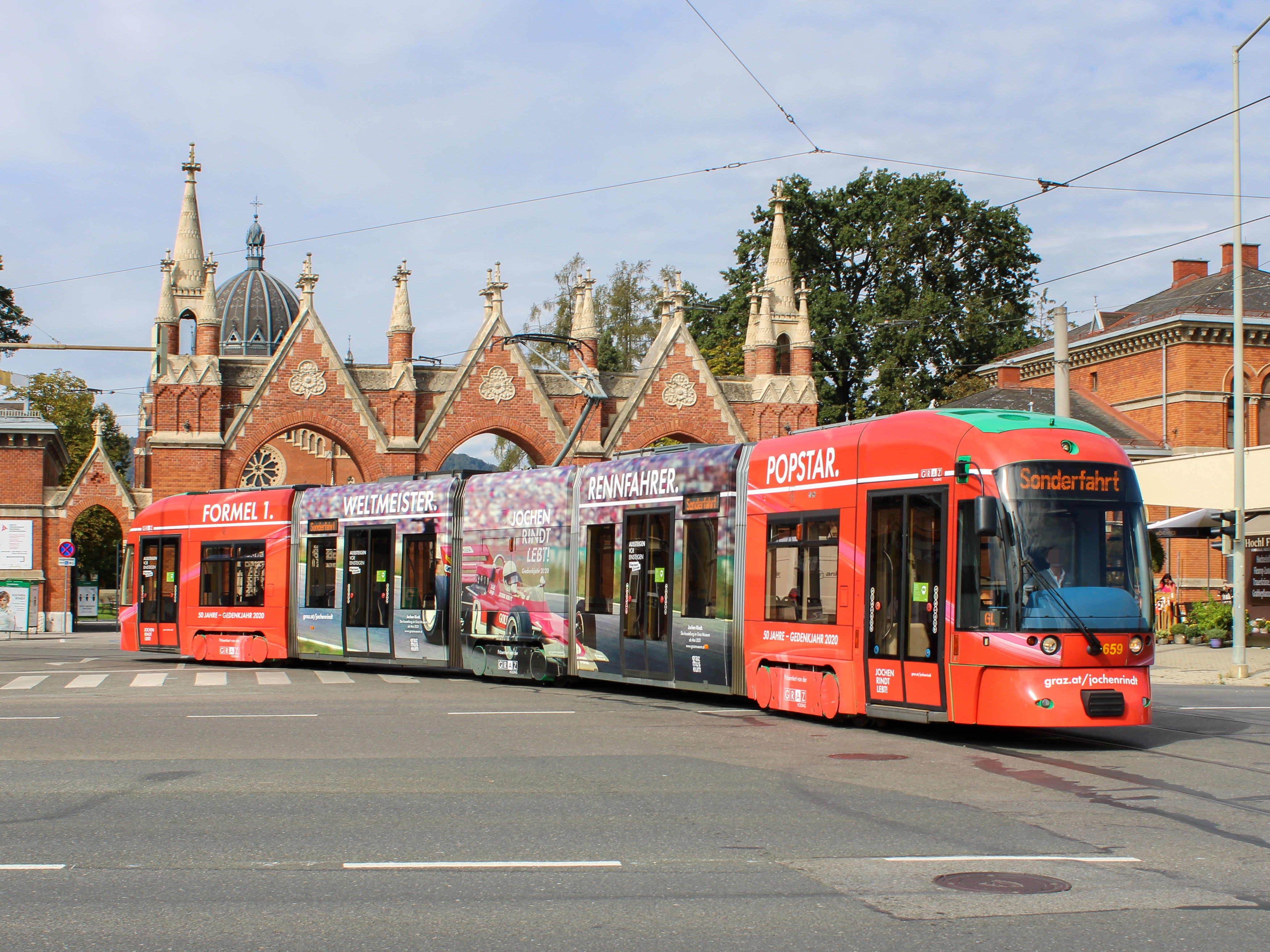
659（2020年撮影）
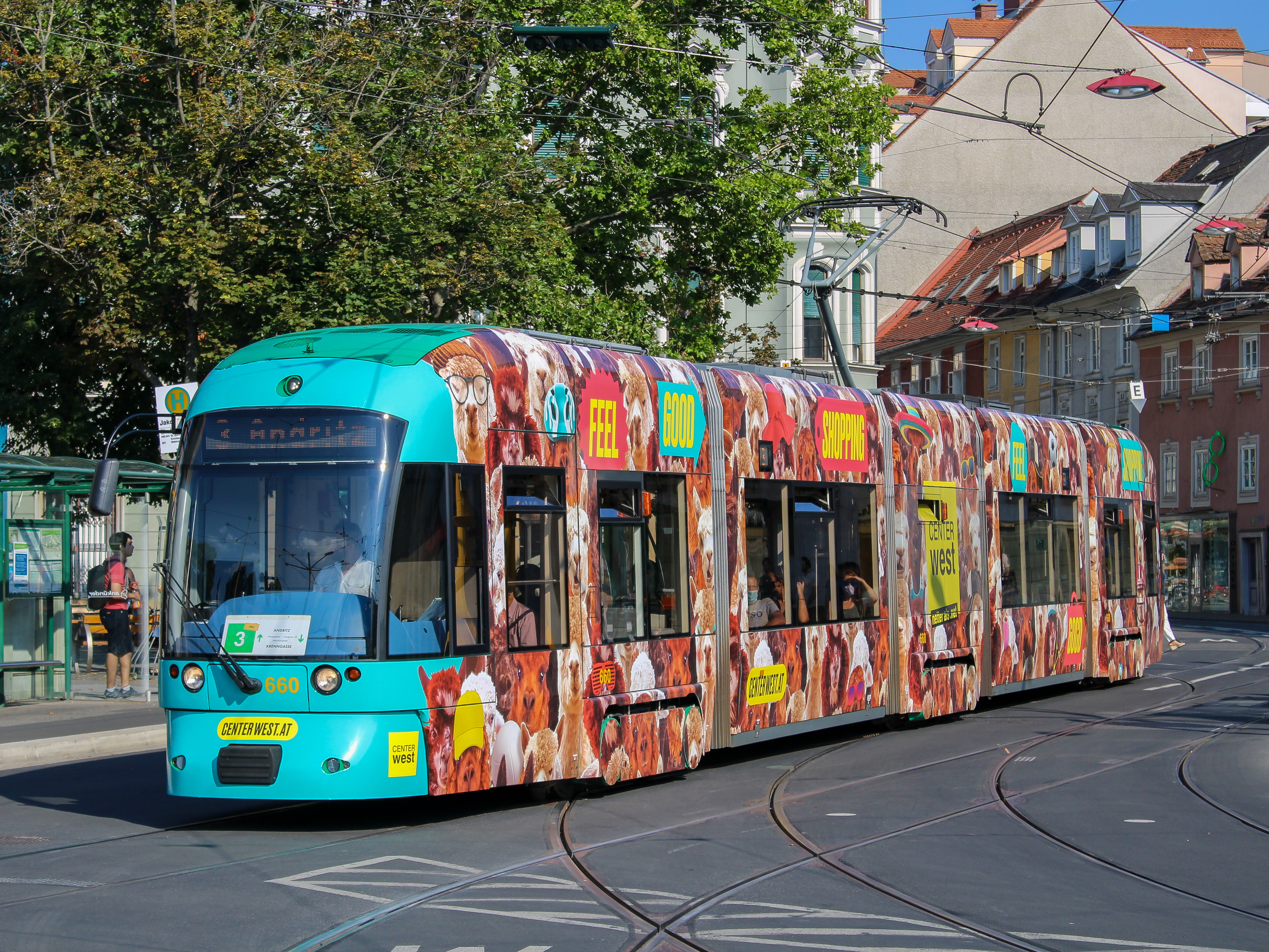
660（2020年撮影）
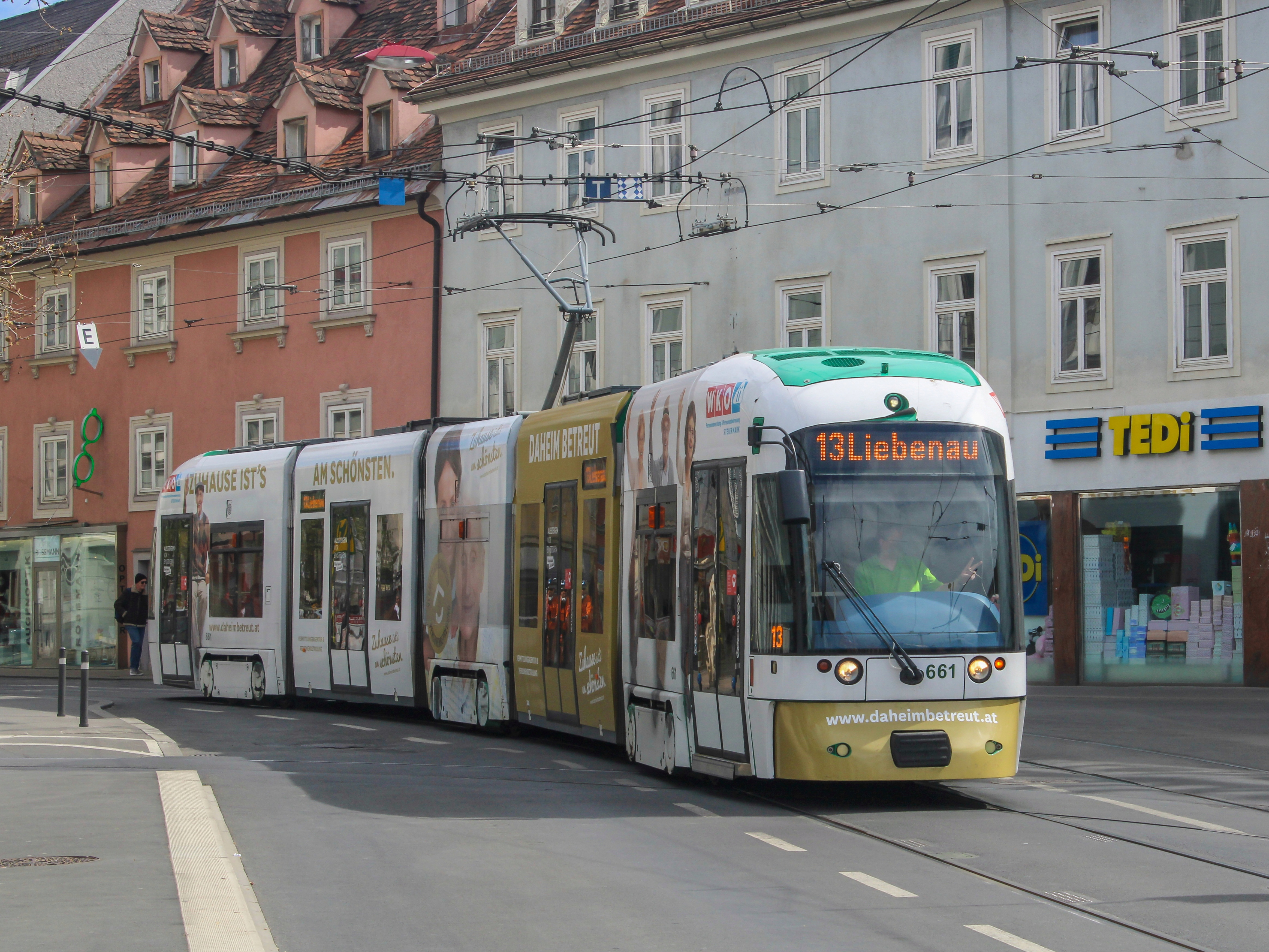
661（2021年撮影）
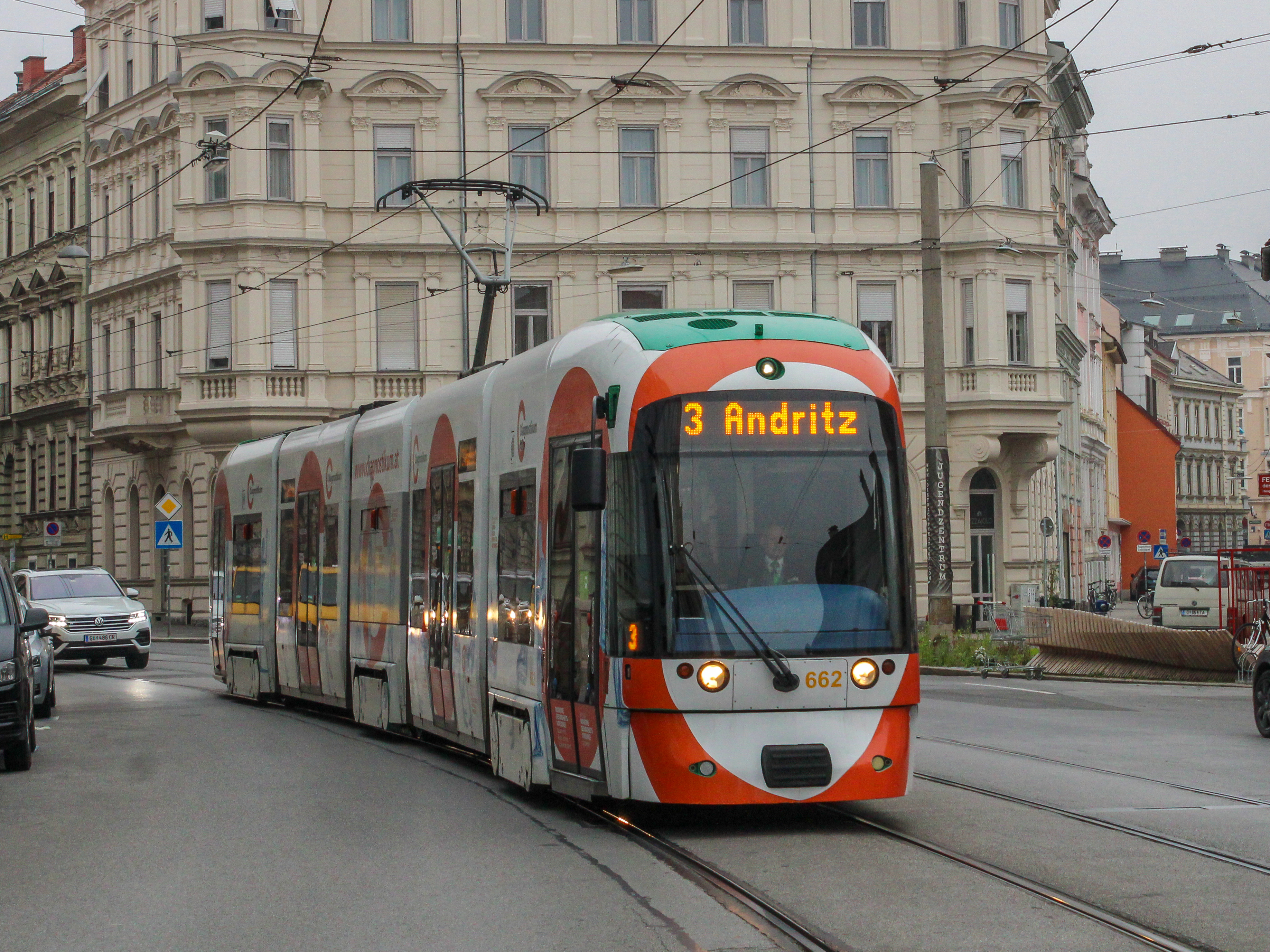
662（2020年撮影）
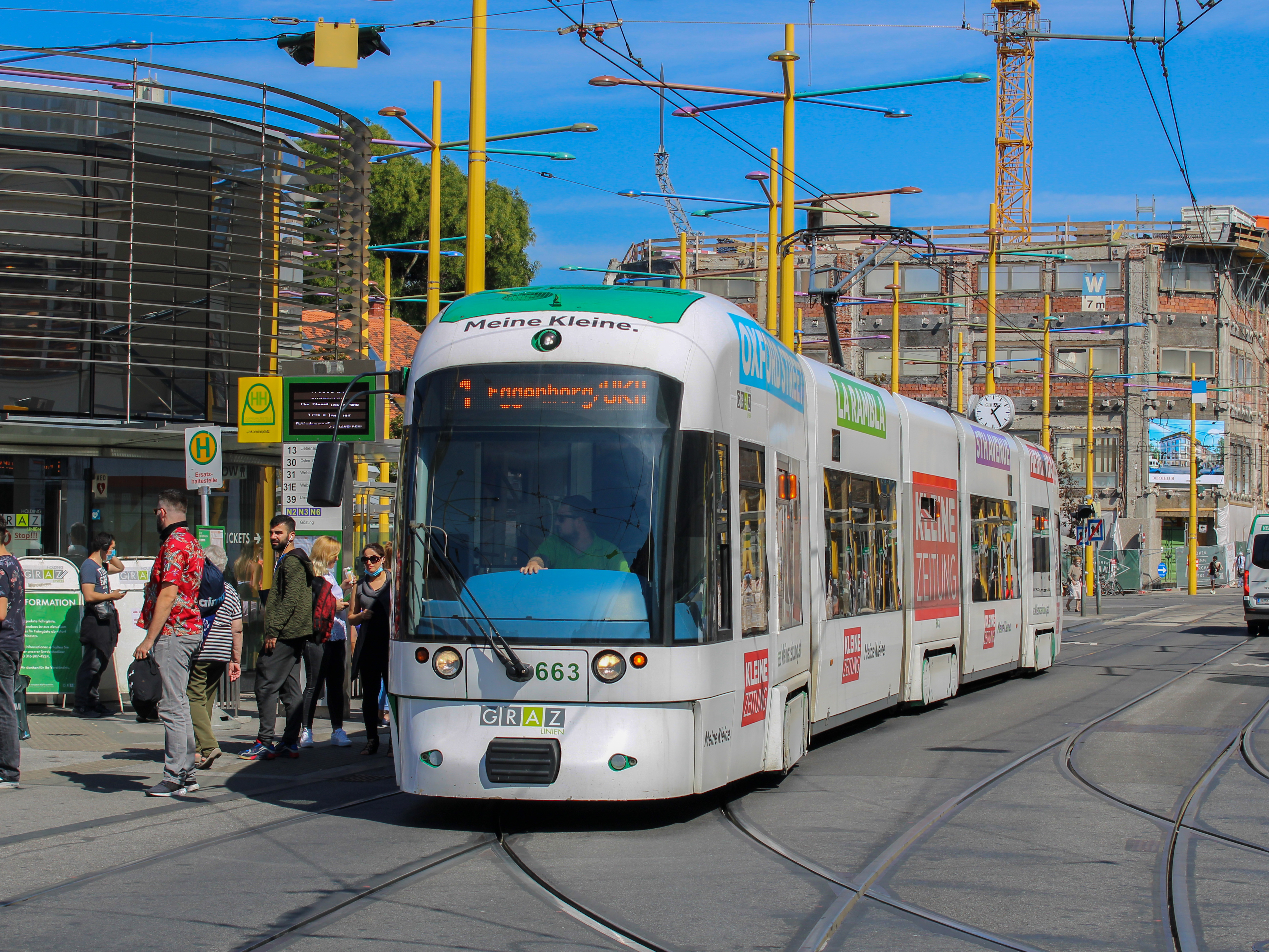
663（2020年撮影）
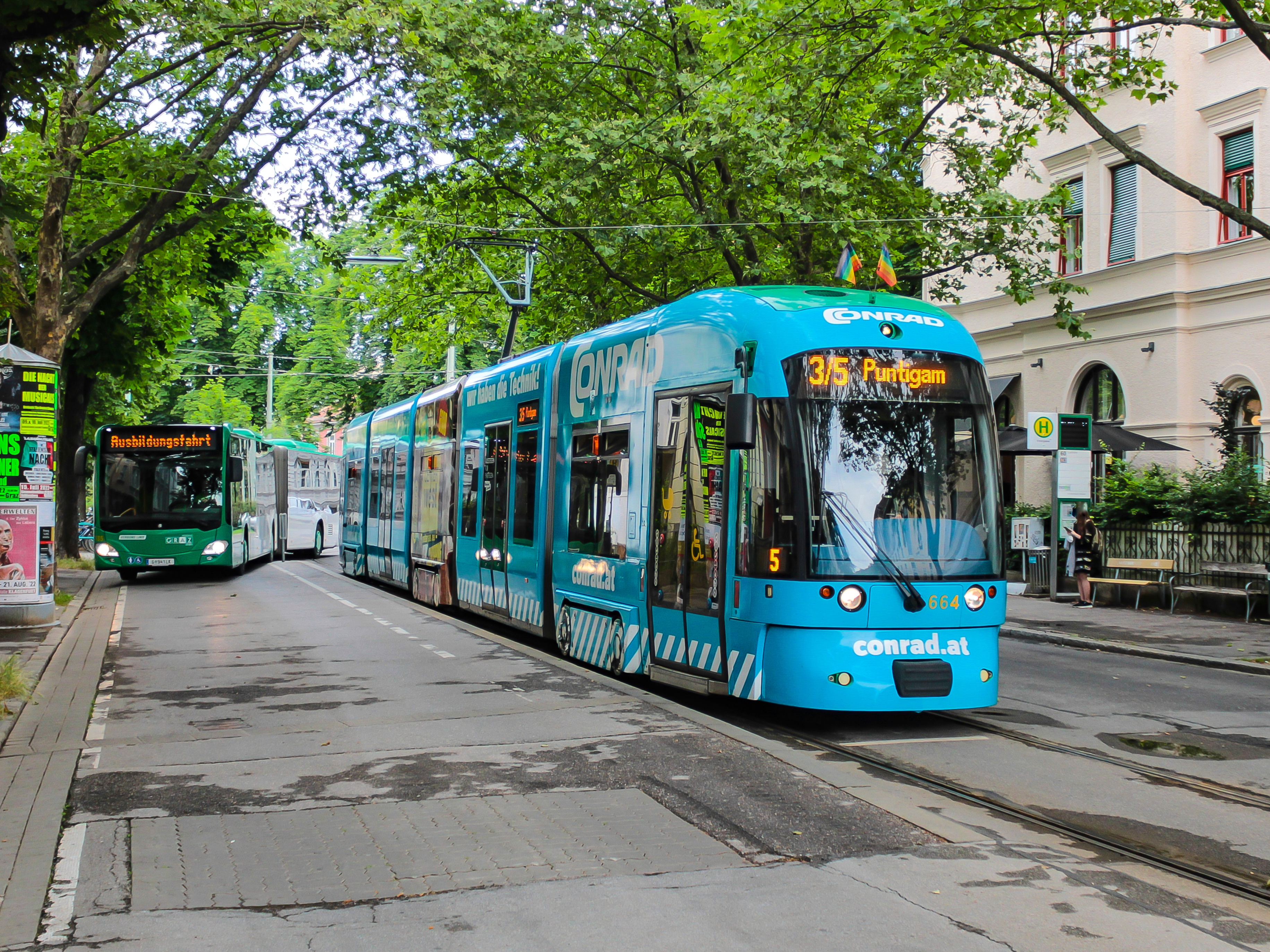
664（2022年撮影）
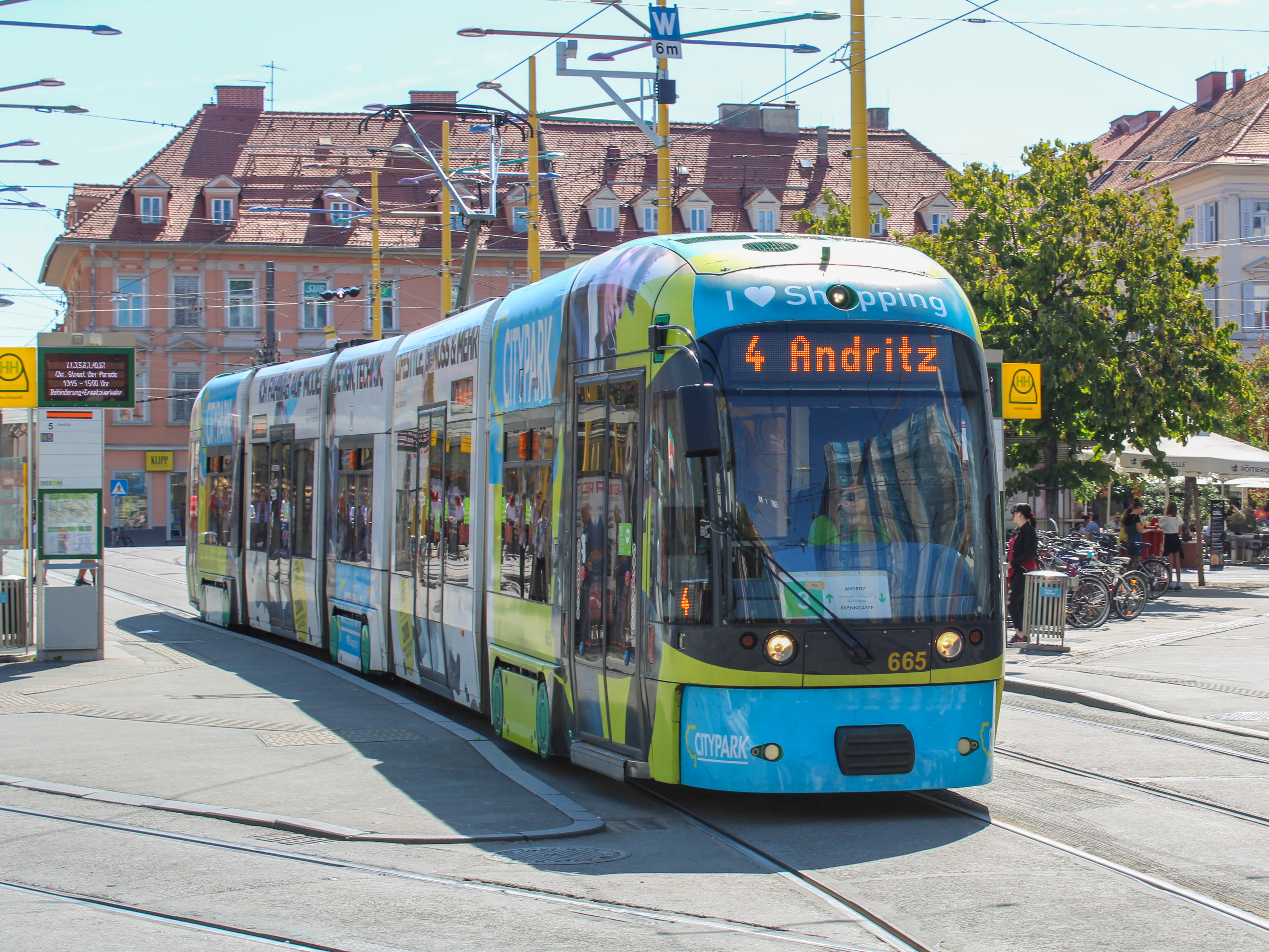
665（2020年撮影）
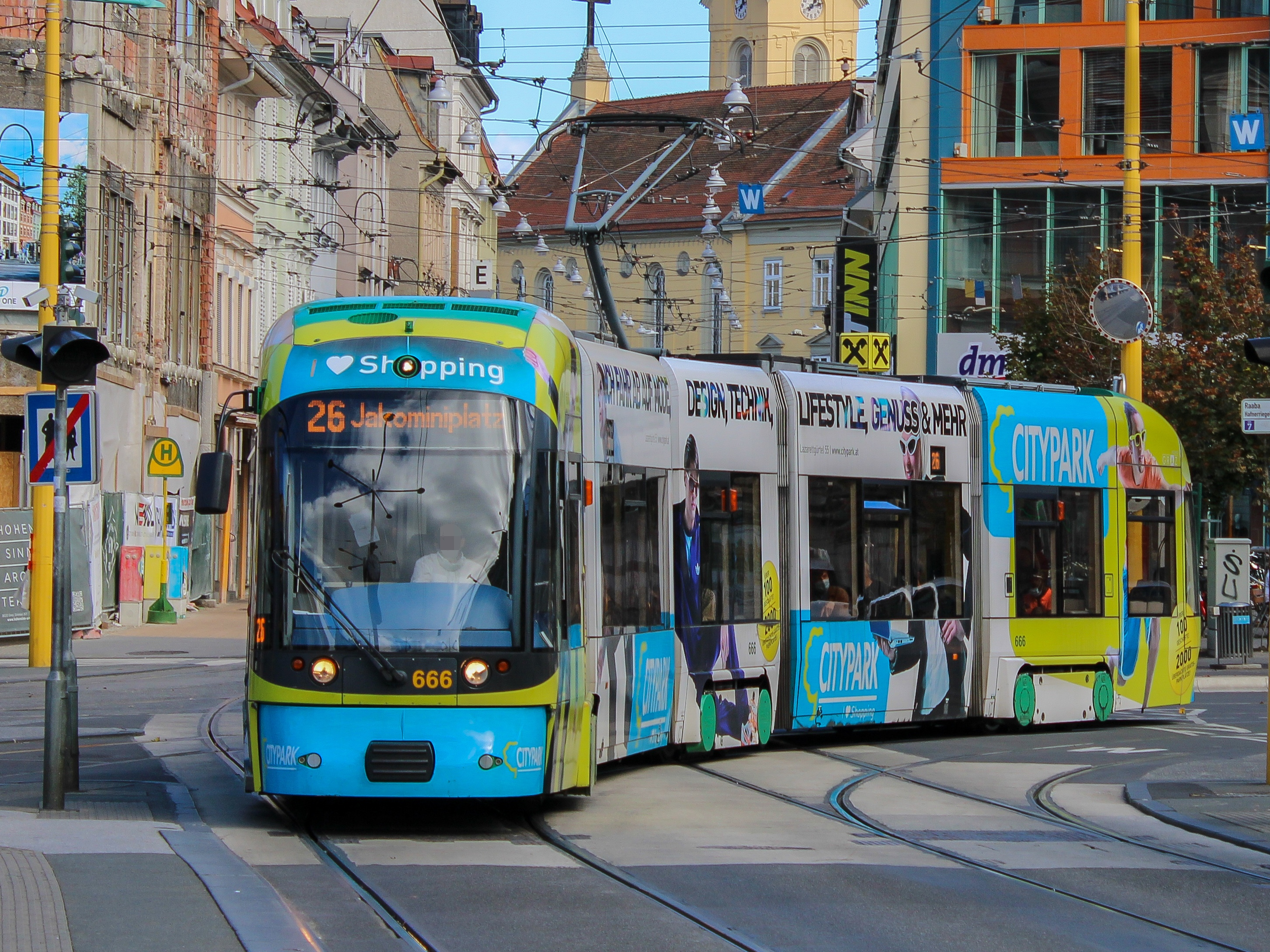
666（2020年撮影）
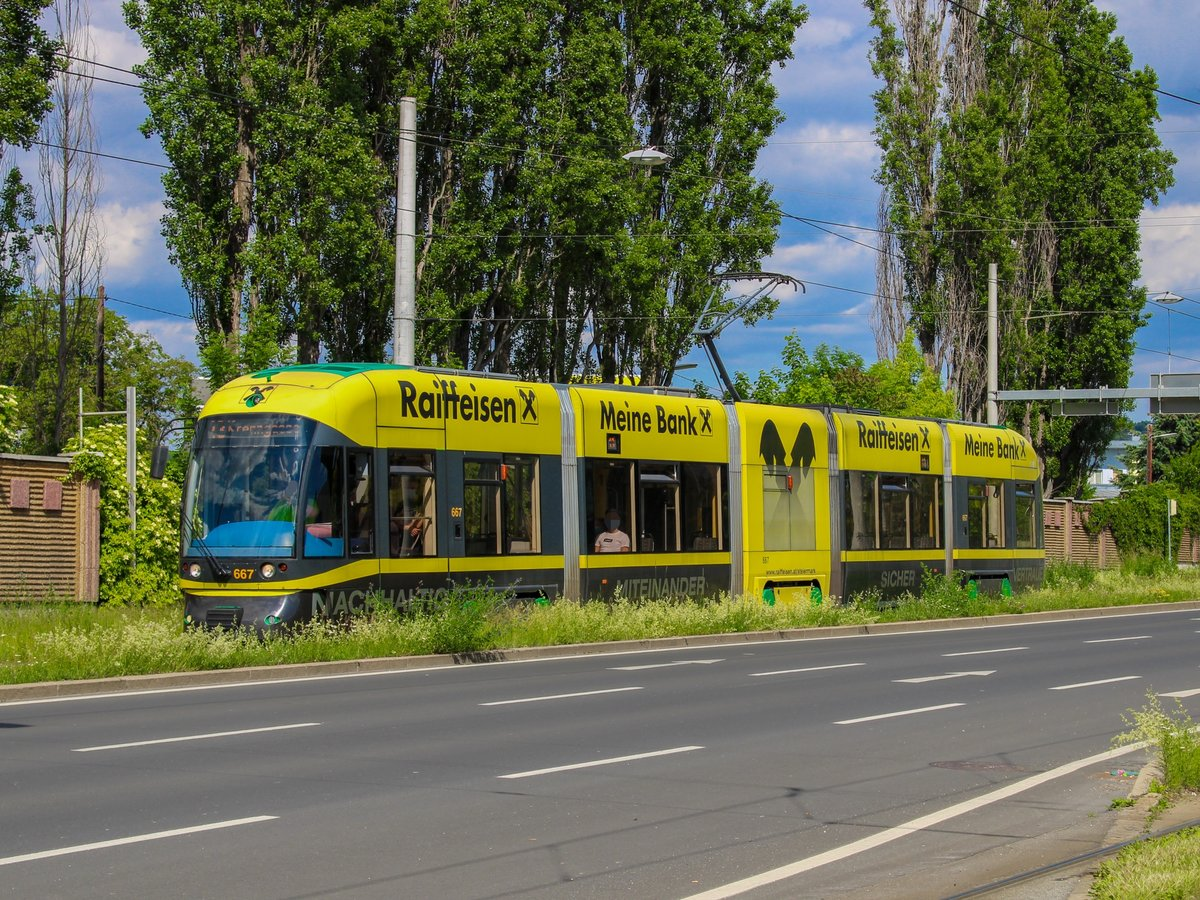
667（2020年撮影）
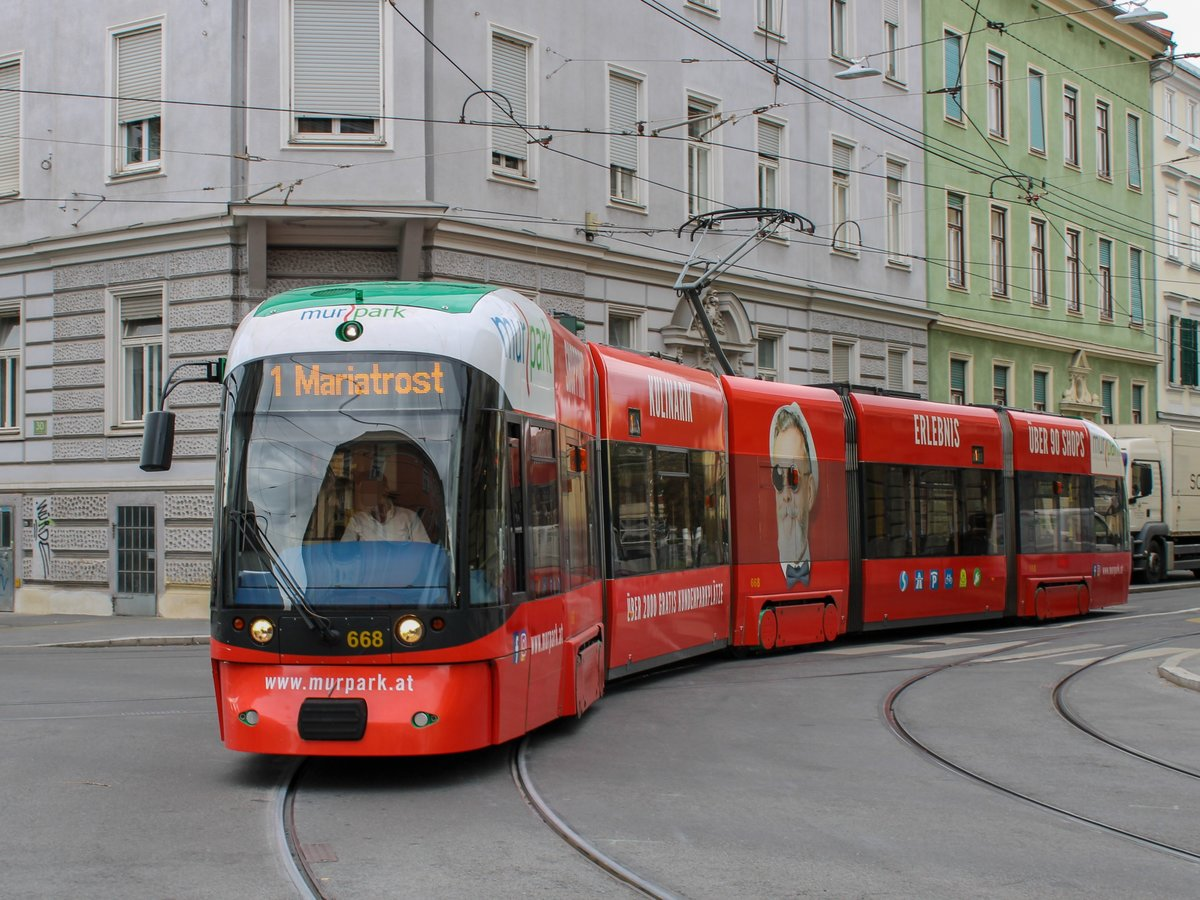
668（2020年撮影）